# Giampaolo Cheula
Giampaolo Cheula (ur. 23 maja 1973 w Premosello-Chiovenda) – włoski kolarz szosowy. W zawodowym peletonie występuje od 2001 roku. Zwycięzca Wyścigu Pokoju (2006). 

## Najważniejsze zwycięstwa
- 2000 - Flèche du Sud
- 2002 - Circuit des Mines, etap w Bayern Rundfahrt
- 2006 - Wyścig Pokoju